# Піан
Піáн (від італ. piana — планка, велика дошка), тигель,  — спеціальне пристосування у друкарському верстаті у вигляді плити чи гладкої дошки, яке використовується для того, щоб притискати чистий аркуш паперу до друкарської форми з метою отримання відбитку. Піан у стародавньому друкарському верстаті зазвичай розміщувався над складальною рамою.
Зокрема, піан використовувався у друкарському верстаті Івана Федорова. Про це свідчить опис його типографського майна, який був зроблений у Львові після смерті друкаря. У описі містяться такі рядки, як:
| «друкарський верстат з усім дерев'яним начинням, … великий литий мідний гвинт з гайкою і пластиною, які притискають літери, і рама, в яку поміщають літери». |
Верстат Івана Федоровича (Федорова) мав порівняно невеликий розмір, оскільки вага всіх деталей, у тому числі і мідних, в сумі становила приблизно 104 кг.